# Freiensteinau
Freiensteinau település Németországban, Hessen tartományban. Lakosainak száma 3172 fő (2023. december 31.).

## Népesség
A település népességének változása:
| Lakosok száma | 3086 | 3100 | 3114 | 3187 | 3172 |
|               | 2017 | 2019 | 2021 | 2022 | 2023 |